# حرب الأرض
حرب الأرض (بالأيرلندية: Cogadh na Talún) هي فترة من الاضطراب الزراعي في أرياف آيرلندا (والتي كانت حينها جزءًا من المملكة المتحدة) بدأت عام 1879. قد يشير المصطلح إلى الفترة الأولى والأعنف من الاضطراب بشكل خاص، وهي الفترة الممتدة بين عامي 1879 و1882، أو قد يشمل أيضًا الفترات اللاحقة التي تفشى فيها الاضطراب أو التي تكرر فيها اندلاع الاضطرابات حتى عام 1923، تحديدًا خطة الحملة بين عامي 1886 و1891 وحرب المزارع بين عامي 1906 و1909. قادت رابطة الأرض الوطنية الآيرلندية ذلك الاضطراب، ثم تولت القيادة بعدها منظمات أخرى كالرابطة الوطنية الآيرلندية والرابطة الآيرلندية المتحدة، وسعت إلى توفير الإيجار العادل والبيع الحر ودوام الإشغال لصالح مستأجري الأراضي الزراعية، وفي نهاية المطاف، سعت إلى تأمين ملكية الأرض لصالح المزارعين والقرويين الذين يعملون بها.
منذ عام 1870، طرحت عدة حكومات بريطانية سلسلة من القوانين الزراعية التي لبّت مطالب الكثير من الناشطين. لعب وليام أوبراين دورًا رئيسًا في مؤتمر الأرض عام 1920، ما مهّد الطريق لإقرار أكثر التشريعات الاجتماعية تقدمًا في آيرلندا منذ عهد الاتحاد، وهو قانون شراء الأرض الخاص بآيرلندا عام 1903. وضع هذا القانون أحكام تفكيك العقارات الكبيرة عبر شرائها برعاية حكومية.
بالإضافة إلى التغيرات السياسية والقانونية، أثّر الركود الاقتصادي الطويل، الذي بدأ عام 1873، على إيرادات عقود الإيجار وعلاقات ملاك الأراضي بالمستأجرين في كامل أوروبا، منذ سبعينيات القرن التاسع عشر وحتى فترة التسعينيات من القرن ذاته.

## خلفية

خلال النصف الثاني من القرن التاسع عشر، عانت أيرلندا من خسارة سكانية بسبب الهجرة والمجاعة الكبرى.

كانت الأغلبية الساحقة من الآيرلنديين عبارة عن قرويين، ففي عام 1841، كان أربعة أخماس السكان يعيشون في نجوع لا يزيد عدد المنازل فيها عن 20 منزلًا. انخفض هذا المعدل على مرّ القرن التاسع عشر، والسبب هو الهجرة من المناطق الريفية وليس نمو المدن والبلدات. تركّزت ملكية الأراضي ضمن آيرلندا في أيدي قلّة من المُلّاك، أغلبهم ملاك متغيبون عن أراضيهم. في عام 1870، امتلكت نحو 750 عائلة ما يعادل 50% من أراضي الجزيرة الآيرلندية. بين عامي 1850 و1870، كسب ملاك الأراضي نحو 340 مليون جنيه إسترليني من الإيجارات –وهو رقم يتجاوز إيرادات الضرائب من الفترة ذاتها– ولم يُستثمر من تلك الأموال سوى ما نسبته 4 إلى 5%. دفع هذا الأمر ملاك الأراضي إلى اتخاذ دور المدراء غير المنتجين في الاقتصاد الكلي للجزيرة. نشأت خلافات بين ملاك الأراضي والمستأجرين جراء اختلاف وجهات النظر حول قضايا معينة كدمج الأراضي وحقوق المستأجرين والانتقال من الحراثة إلى الرعي ودور السوق. أشار السياسي القومي الآيرلندي إسحاق بات إلى حقيقة مفادها أن وضع مستأجري الآراضي الآيرلنديين الكاثوليك كان أسوأ من «أغلظ أنيار العبودية في عصر الإقطاع».
وجدت بعثة ديفون بين عامي 1843 و1844 أن أشكال حقوق المستأجرين المختلفة موجودة في كامل آيرلندا، وليس فقط في أولستر. فبرز توتر بين القانون الإنجليزي، الذي يحمي حقوق الملكية المطلقة لملاك الأراضي، والعرف الآيرلندي الذي تمتع المستأجرون وفقه بنوع من «حصة الملكية» فيما يخص تلك الأراضي، والتي تمكّن المستأجر من شراء أو بيع تلك الحصة. تلك الحصة عبارة عن 4 إلى 6 سنوات من الإيجار، فكان على المستأجرين الجدد دفع مبلغ مالي أولي بإمكانهم لاحقًا إنفاقه على تحسين حياتهم. في العقود التي سبقت المجاعة الكبرى، ازدادت الأسعار الزراعية بشكل لا يتماشى مع زيادة في الإيجار، ما أدى إلى ازدياد أسهم (أو حصة) المستأجرين في المزارع التي يعملون بها، فارتفعت حصتهم إلى ما يعادل 10–20 سنة من الإيجار. قبل الدائنون بوجود هذا النوع من حقوق المستأجرين، فقاموا بشمل القروض مع حقوق المستأجرين باعتبار الأخيرة رديفة للأولى.
خلال المجاعة الكبرى (1845–1849)، توفي أفقر سكان الأكواخ والعمال الزراعيين أو اضطروا إلى الهجرة، ما أدى إلى تفريغ الأراضي التي اشتراها المزارعون الكبار. في عام 1850، هيمنت رابطة حقوق المستأجرين على السياسة الآيرلندية لفترة قصيرة، وطالبت بإقرار البيع الحر ودوام الإشغال والإيجار العادل. على الرغم من أن الرابطة لم تحقق مطالب ملاك الأراضي الصغار في كوناكت، وهم الذين نوت مساعدتهم في بادئ الأمر، دفعت الرابطة إلى خلق الحزب الآيرلندي المستقل. في عام 1870، مرر رئيس الوزراء الليبرالي وليام إيوارت غلادستون قرار المالك والمستأجر (آيرلندا). زاد القرار السابق من حدة التوترات الزراعية جراء محاولة ملاك الأراضي التهرب من الأحكام الساعية لحماية المستأجرين الذين غادروا تلك الأراضي، بينما ردّ المستأجرون على تلك الإجراءات بتأسيس جمعيات محلية للدفاع عن المستأجرين.
تصاعدت الجرائم الزراعية خلال أواخر سبعينيات القرن التاسع عشر، فازداد عددها من 135 جريمة عام 1875 إلى 236 بعد سنتين فقط. تزامنًا مع ذلك، تضاءلت الهجرة بمعدل يزيد عن النصف، فكانت الهجرة بمثابة صمام تنفيس للتوترات السياسية. على أي حال، وبحلول العام 1877، ساد الهدوء المناطق التي تأثرت بشدة في السابق جراء اضطرابات رابطة الأرض، مع غياب أي دليل عما سيحدث لاحقًا. في عام 1878، عرض جون ديفوي، زعيم المنظمة الآيرلندية الأمريكية كلان نا غايل (عائلة شعب الغايل) صفقة على تشارلز ستيوارت بارنيل، الذي كان نجمًا صاعدًا في الحزب البرلماني الآيرلندي، وعُرفت تلك الصفقة باسم الانفصال الجديد. جراء تلك الاتفاقية، وافق الجمهوريون والقوميون الآيرلنديون في البرلمان على العمل سوية من أجل تسوية قضية الأرض. رُسّخ هذا التعاون من خلال لقاء جرى في الأول من يونيو عام 1879 في دبلن، وجمع ديفوي بـبارنيل ومايكل دافيت. هناك خلاف حول ما اتُفق عليه خلال اللقاء. ادعى دافيت عدم وجود أي اتفاق رسمي، بينما ادعى ديفوي أن الحزب البرلماني الآيرلندي وعد بألا يتصرف ضد جماعة الإخوان الجمهوريين الآيرلندية، وقدّم تنازلات لقاء حصوله على دعم آيرلندي أمريكي.
ضربت مجاعة عام 1879 غرب آيرلندا، فأدى مزيج الأمطار الغزيرة وموسم المحاصيل الضعيف والأسعار المنخفضة إلى انتشار الجوع والحرمان. أضف إلى ذلك تقلص فرص الحصول على دخل خارجي، تحديدًا دخل الزراعة الموسمية من بريطانيا العظمى، ما دفع بالعديد من الملاك الصغار إلى مواجهة الجوع وعدم القدرة على دفع الإيجار. عرض بعض ملاك الأراضي تخفيض الإيجارات، بينما رفض آخرون ذلك باعتبار أن المستأجرين شاركوا في الاضطرابات المعادية لملاك الأراضي. ذكر المؤرخ الآيرلندي بول بيو أن 5 من أكبر ملاك الأراضي في كوناكت رفضوا تقديم أي مساهمات مادية لصالح صناديق الإعانة، على الرغم من حصولهم على ما يزيد عن 80 ألف جنيه إسترليني سنويًا من إيرادات الإيجار. وفقًا لمؤرخين من أمثال وليام فون وفيليب بول، أدى مزيج الكساد الزراعي الخطير والقيادة الوطنية الموحدة المستعدة لاستغلال عدم الرضى الشعبي إلى إنتاج حركة قوية ذات شعبية صلبة.

## التاريخ

### رابطة الأرض (1879–1881)

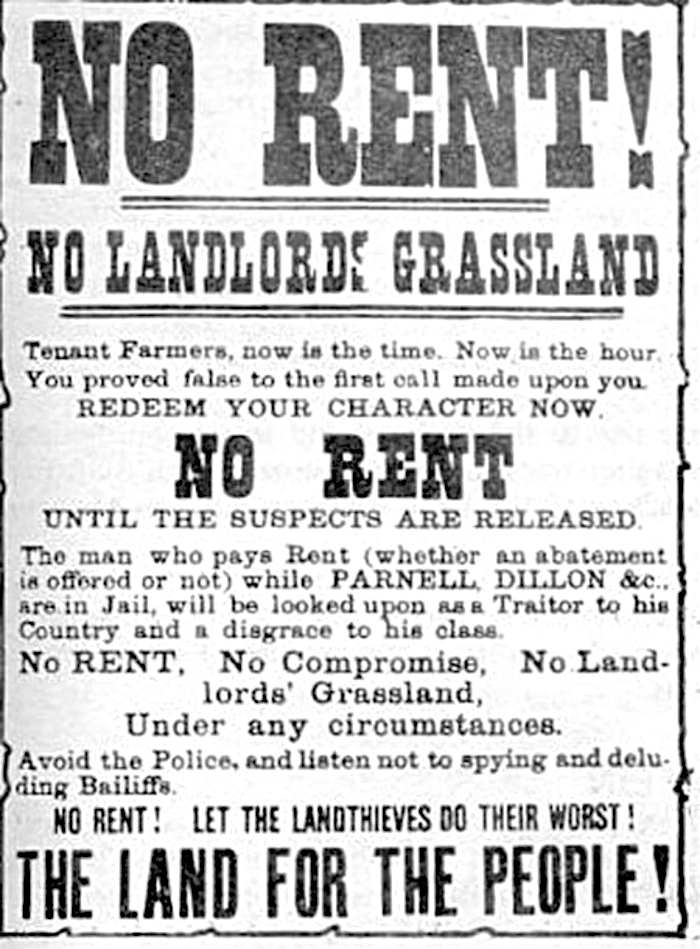
ملصق رابطة الأراضي في فترة بيان عدم الإيجار.

بدأت حرب الأرض في 20 أبريل من عام 1879 خلال اجتماع جماهيري في قرية آيريشتاون الواقعة ضمن مقاطعة مايو، نظمه ناشطون محليون وآخرون من دبلن، وقاده دافيت وجيمس ديلي. حاول الناشطون تحريك تحالفٍ من المزارعين المستأجرين وأصحاب المحال ورجال الدين لصالح الإصلاح الزراعي. على الرغم من رفض رجال الدين المشاركة، حضر ما يتراوح بين 7 آلاف إلى 13 ألف شخص الاجتماع، قادمين من مختلف أنحاء مقاطعة مايو ومقاطعتي روسكومون وغالواي.